# Запис Стеванчевића храст (Младеновац)
Запис Стеванчевића храст (Младеновац) се налази на парцели чији је власник Стеванчевић Коста.

## Локација
| Општина             | Младеновац                                                       |
| Катастарска општина | Младеновац                                                       |
| Потес               | Јанка Катића                                                     |
| Координате          | 44° 26′ 25″ С; 20° 41′ 48″ И / 44.440300000000001° С; 20.6968° И |
| Надморска висина    | 147m                                                             |

## Карактеристике
Дендрометријске вредности утврђене на терену и сателитским снимцима:
| Стабло                     | Храст |
| Висина стабла              | m     |
| Обим дебла                 | m     |
| Пречник крошње             | 20m   |
| Пречник дебла              | m     |
| Висина дебла до прве гране | m     |

## База записа
Запис је у оквиру Викимедија пројекта "Запис - Свето дрво" заведен под редним бројем 0014.